# Snipmesvissen
De snipmesvissen (Centriscidae) vormen een familie van relatief kleine zeevissoorten. In het Engels worden ze razorfish (letterlijk: scheermesvissen) genoemd. 

## Kenmerken
De vissen worden meestal niet groter dan 15 cm en zijn zijdelings sterk afgeplat, bijna als een scheermes, vandaar de naam mesvis.  Kleine beenplaatjes bedekken het hele lichaam van de vis. De rugvin is heel sterk naar achter geplaatst en de eerste stekel daarin is lang en scherp, gevolgd door twee kortere stekels. Ze zwemmen vaak bijna verticaal, met de (vaak spitse) snuit omlaag.
Er zijn volgens FishBase 13 soorten in vijf geslachten.

## Taxonomie
- Aeoliscus D. S. Jordan & Starks, 1902
- Centriscops T. N. Gill, 1862
- Centriscus Linnaeus, 1758
- Macroramphosus Lacepède, 1803
- Notopogon Regan, 1914